# Неопрен
Неопрен (Neoprene) или полихлоропрен е вид синтетичен каучук. Патентована марка е на компанията DuPont. Създаден е през 1930 година. Обикновено е черен на цвят. Водонепропусклив, еластичен, мек и порест – всички тези качества го правят подходящ за изработка на водолазни костюми. Може да се използва при температури от -55 °C до +90 °C и служи за изолация на кабели. Посочените качества на неопрена са дали основание на производителите на HHO-генератори да го използват за изолация между пластините (ламелите) при изработка на Браунов генератор.